# オリャホヴォ
オリャホヴォ （ブルガリア語: Оря̀хово / Oryahovo）はブルガリア北西部の町、およびそれを中心とした基礎自治体。ヴラツァ州に属する。ドナウ川右岸に位置する港湾都市であり、丘陵地帯にある。オゴスタ川（Огоста / Ogosta）河口の東に位置しており、対岸のルーマニアでジウ川がドナウ川に合流する地点から数キロメートル上流に位置している。ドナウ川を挟んで対岸にあるルーマニアの町ベケト（Bechet）とフェリーで結ばれている。地元企業によって川を渡る橋を建設する計画もある。

## 歴史

### 古代-中世
町の名前は歴史的に変遷しており、ヴルホフ（Vrhov）、オレゾフ（Orezov）、オレオフ（Oreov）、ラホヴォ（Rahovo）などの名前が、現在の名前となった1886年以前の文献に記されている。オリャホヴォを取り巻く地域は古代より人が居住しており、考古学的な調査により新石器時代初期から中世後期までの物品が見つかっている。カムカ（Камъка / Kamaka）要塞はオリャホヴォから1キロメートルのところにあり、9世紀から14世紀まで存在していた。1396年、町は既にオスマン帝国に支配されていたが、フランス十字軍の侵入に遭い、町は略奪を受け、町に住むトルコ人は殺害されるか捕虜として捕らえられた。十字軍はニコポルを目指していた。十字軍側の失敗に終わったオスマン帝国との戦いであるニコポリスの戦いおよびヴァルナの戦い（Battle of Varna）の間、神聖ローマ帝国の皇帝ジギスムントとポーランドの王ヴワディスワフ3世の軍が要塞に侵入した。

### ブルガリア民族復興

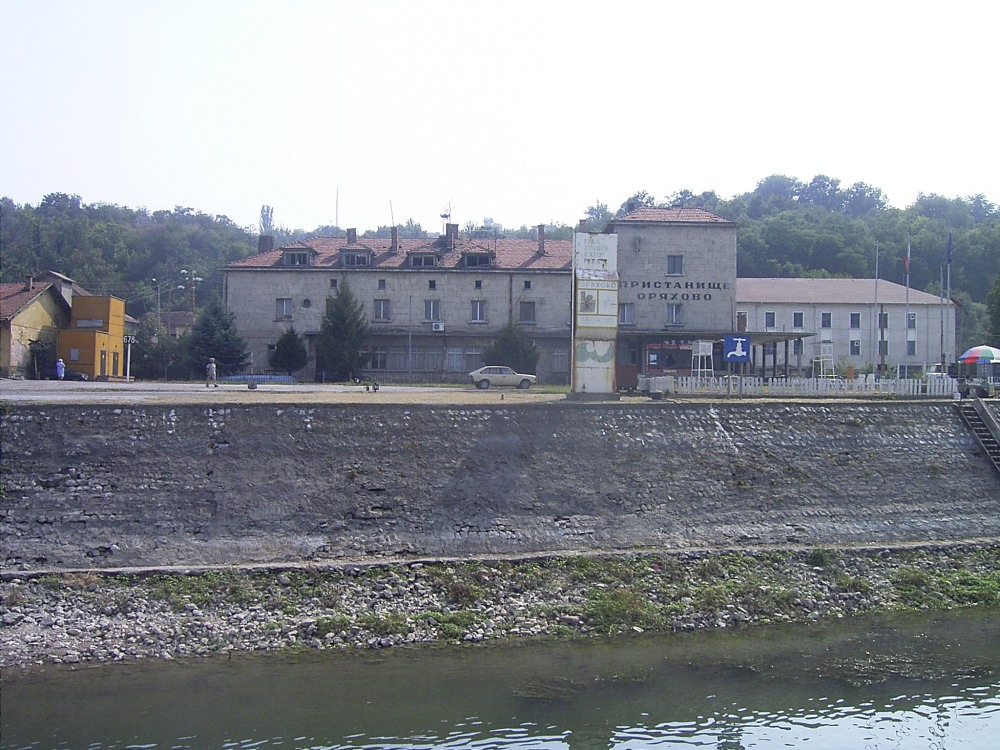
ドナウ川からみたオリャホヴォの港

ブルガリア民族復興の時代、オリャホヴォは自身を経済・産業の中止地と位置づけ、ドナウ川を経由してのオスマン帝国に対する重要な補給拠点となっていた。町は1762年にブリュッセルで印刷された本のなかで、ドナウ川の重要な港として記されている。1837年には聖ゲオルギ聖堂が建立され、1857年には世俗の学校も建てられた。1871年には公民館施設チタリシテ（Читалище / chitalishte）が建てられた。露土戦争のあった1877年の11月21日、町は3日間の戦闘の末、ルーマニア軍によって解放された。イタリアの彫刻家アルナルド・ツォッキ（Arnaldo Zocchi）によって記念碑が建てられた。

### ブルガリア解放後
ブルガリア解放の後、オリャホヴォは活発な交易と豊かな文化的生活を享受するようになった。町は3ヶ月の間、郡の中心であり、その後10年にわたって県（окръг / okrug）の中心となった（1977年-1882年、1884年-1889年）。この時代の建造物は西欧からの影響を受けており、多くが現在まで保存されている。
チェルヴェン・ブリャクまで通じる鉄道は1926年に建設され、1930年には新たに生神女就寝聖堂が建てられた。1936年には新しい公民館施設が、2人のヴィディンの建築家によって建造された。
町の初期の工業施設としては、1961年に創業した金属加工および部品の工場がある。コズロドゥイ原子力発電所は町から西に近接しており、主要な雇用先の一つである。

## 町村
オリャホヴォ基礎自治体（Община Оряхово）には、その中心であるオリャホヴォをはじめ、以下の町村（集落）が存在している。
- Галово
- Горни Вадин
- Долни Вадин
- Лесковец

- Оряхово
- Остров
- Селановци